# Cuphea glareosa
Cuphea glareosa är en fackelblomsväxtart som beskrevs av T.B. Cavalcanti. Cuphea glareosa ingår i släktet blossblommor, och familjen fackelblomsväxter. Inga underarter finns listade i Catalogue of Life.